# Aurélie Claudel
Aurélie Claudel, född 7 augusti 1980 i Saint-Mars-d'Outillé, Frankrike, är en fotomodell. Hon har förekommit på flera av de stora modetidskrifternas omslag, däribland Vogue, Marie Claire och Cosmopolitan.